# Templo Budista Fo Guang Shan Chile
Templo Budista Fo Guang Shan Chile is een humanistisch-boeddhistische tempelorganisatie in Chili. De tempelorganisatie wordt beheerd door de internationale boeddhistische organisatie Fo Guang Shan.

## Geschiedenis
Op 1 januari 2002 werd bhikkhuni Shi Miao Mu gestuurd naar Chili om daar de dharma (boeddhisme) te verspreiden.
In maart 2003 werd een andere non, Shi Miao Kuan, naar Chili gestuurd.
In Chili stichtten zij boeddhistische tempels, waaronder in in het centrum van Santiago (Chili). De tempels geven les over de dharma, Chan theecultuur, Standaardmandarijn, tai chi en andere dingen.

## Tempels
De organisatie heeft drie tempels in Chili. Deze zijn te vinden in:
- Talagante
- Santa Elena (Chili)
- Iquique (stad)